# Постеризація

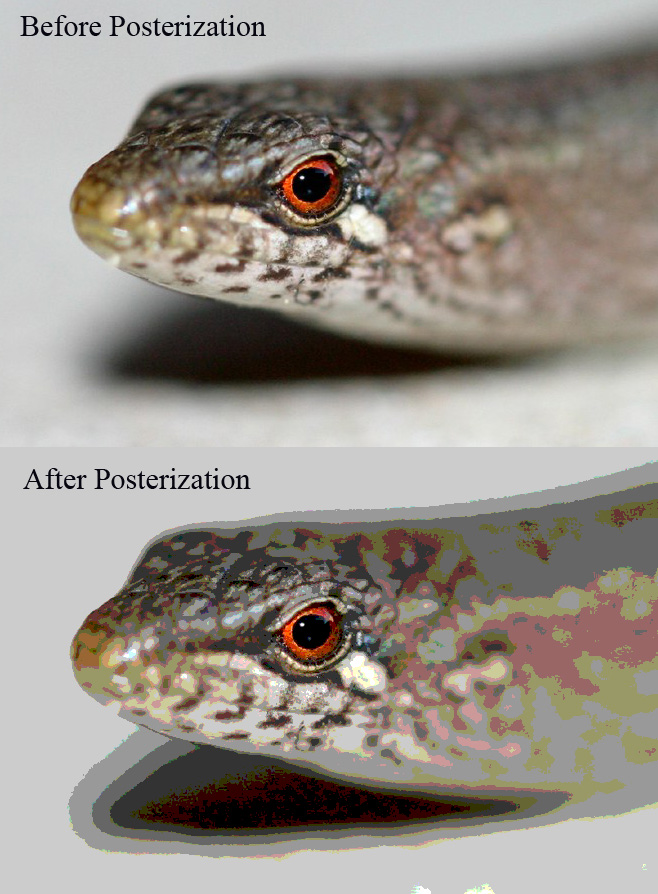
Приклад фотографії у форматі JPEG (24-бітний колір або 16,7 мільйонів кольорів) до постеризації, контрастний результат збереження у формат GIF (256 кольорів). Постеризація відбувається по всьому зображенню, але найбільш помітна в областях з тонкими змінами тону.

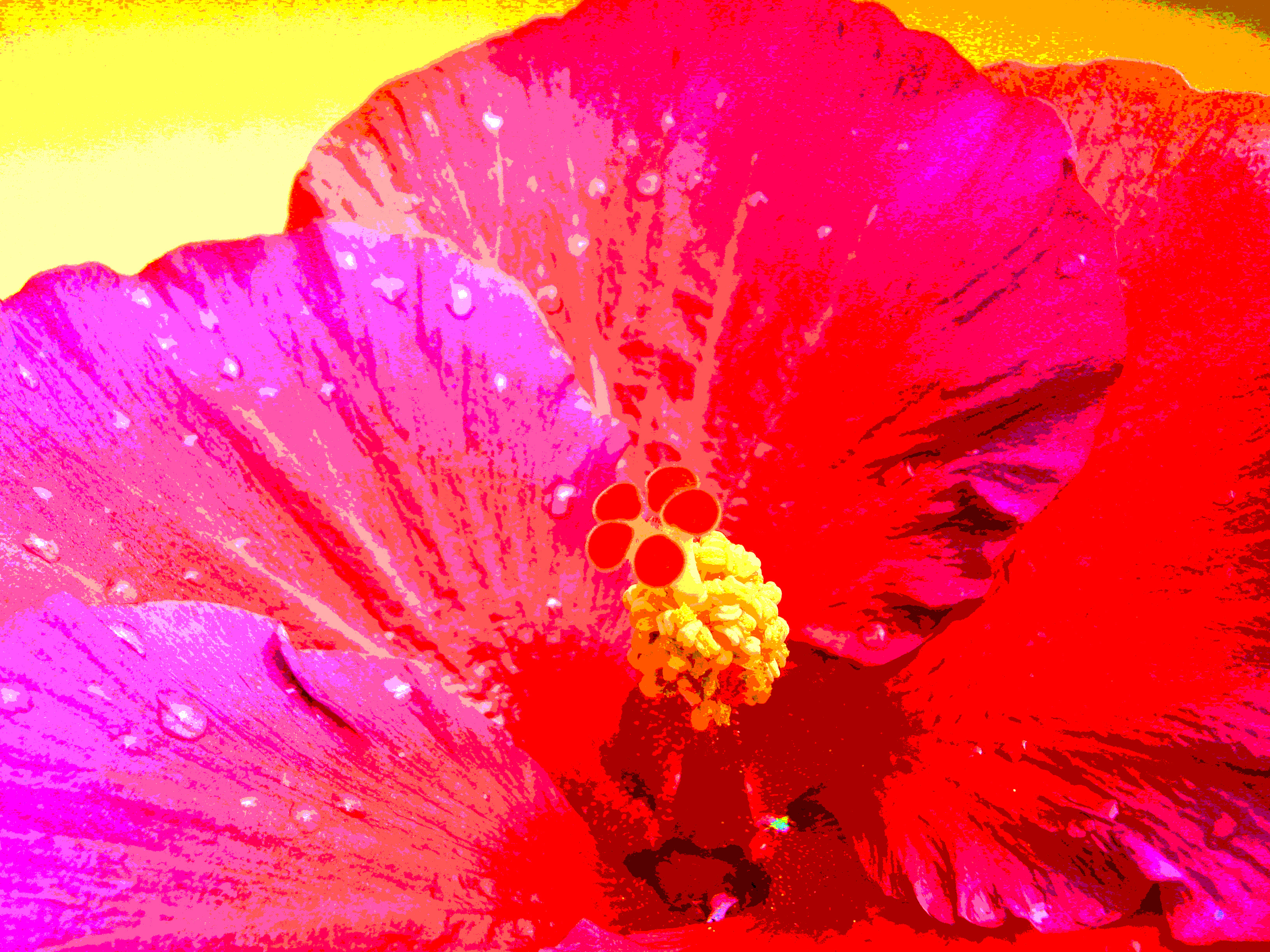
Постеризоване фото гібіскуса

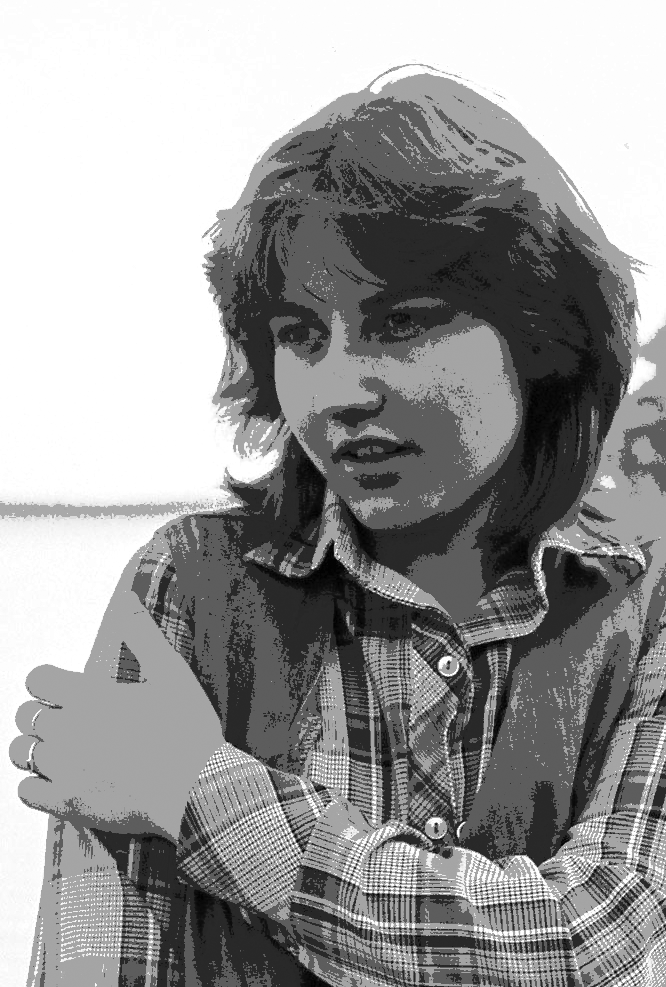
Постеризоване фото

Постеризація або постеризація зображення — це процес перетворення плавної градації тонів в обмежену кількість областей з меншим числом тонів, що призводить до різких змін від одного тону до іншого. Спочатку це було зроблено за допомогою фотографічних процесів для створення плакатів. Тепер це можна зробити фотографічно або за допомогою цифрової обробки зображень, і це може бути навмисним або ненавмисним артефактом квантування кольорів. Постеризація часто є першим кроком у векторизації (трасуванні) зображення.

## Причина
Цей ефект може виникнути в результаті умисної дії або виникнути випадково. Для отримання художнього ефекту більшість програм для редагування зображень забезпечують функцію постеризації або можуть використовуватися фотопроцеси.
Небажана постеризація, також відома як ефект смуги, може спостерігатися, коли глибина кольору, яку іноді називають бітовою глибиною, недостатня для точного відтворення плавної перетини кольорових тонів. Унаслідок цього перехід кольорів виглядає як послідовні окремі кроки або смужки, відсюди і назва ефекту. Коли йдеться про дисплеї з фіксованими пікселями, такі як рідкокристалічні та плазмові телевізори, цей ефект називають хибним контуром. Крім того, стиснення у таких форматах зображень, як JPEG, також може призвести до постеризації, коли плавний градієнт кольору або яскравості стискається в дискретні квантовані блоки зі ступінчастими градієнтами. Результат може бути додатково ускладнений оптичною ілюзією, яка називається ілюзією смуги Маха, у якій кожна смуга має градієнт інтенсивності в напрямку, протилежному загальному градієнту. Цю проблему можна частково вирішити за допомогою дизерінгу.

## Фотографічний процес
Постеризація — це процес проявлення фотографій, який перетворює звичайні фотографії на зображення, що складається з чітких, але плоских областей різних тонів або кольорів. Постеризоване зображення часто має такий самий загальний вигляд, але частини оригінального зображення, які демонструють поступові переходи, замінюються різкими змінами затінення та градації від однієї області тону до іншої. Чорно-білий друк постеризації вимагає розділення щільності, яке потім друкується на тому самому аркуші паперу, щоб створити цілісне зображення. Розділення може бути здійснене на основі щільності або кольору, використовуючи різні параметри експозиції. Розділення за щільністю можна досягти, наприклад, за допомогою трьох відбитків одного зображення, кожен з різною тривалістю експозиції, які потім об'єднуються для створення остаточного зображення.

## Додатки
Як правило, постеризація застосовується для намалювання контурних ліній і векторизації фотореалістичних зображень.  Процес цього трасування розпочинається з 1 біта на канал і продовжується до 4 бітів на канал. Зі збільшенням кількості бітів на канал збільшується кількість рівнів яскравості кольору.
Візуальний художник, який зіткнувся зі штриховим зображенням, яке було пошкоджено через стиснення JPEG, може розглядати застосування постеризації зображення як перший етап для видалення артефактів на межах зображення.

## Тимчасова постеризація
Тимчасова постеризація — це візуальний ефект, який зводиться до зменшення кількості кадрів відео без зменшення загального часу, необхідного для відтворення відео. Вона відрізняється від звичайної постеризації, де кількість індивідуальних кольорових варіацій зменшується, але загальний діапазон кольорів залишається незмінним. Ефект руху схожий на ефект миготливого стробоскопа, але без контрасту яскравого і темного. На відміну від розкривного списку, невикористані кадри просто відкидаються, і це має бути очевидним (довше, ніж збереження зору, від якого зазвичай залежить відео та кіно). Анімований GIF-файл часто виглядає плакатним через низьку частоту кадрів, яку він зазвичай має.
З більш формальної точки зору, це зменшення дискретизації в часовому вимірі, оскільки воно зменшує роздільну здатність (точність вхідних даних), а не бітрейт (точність виходу, як у постеризації).
Отриманий результат лялькової анімації є часовою формою нерівностей; формально, форма псевдонімів. Цей ефект може бути навмисним, але щоб зменшити частоту кадрів без запровадження цього ефекту, можна використати тимчасове згладжування, яке дає розмиття руху.
Порівняйте з розтягуванням часу, яке додає кадри.